# بخش کلیرکریک (شهرستان فیرفیلد، اوهایو)
بخش کلیرکریک (به انگلیسی: Clearcreek Township) یک منطقهٔ مسکونی در ایالات متحده آمریکا است که در شهرستان فیرفیلد، اوهایو واقع شده‌است.
 بخش کلیرکریک ۹۴٫۱ کیلومتر مربع مساحت و ۴٬۰۵۷ نفر جمعیت دارد و ۳۰۴ متر بالاتر از سطح دریا واقع شده‌است.